# میاجیک
میاجیک (به لاتین: Miadzhik) یک منطقه مسکونی در جمهوری آذربایجان است که در شهرستان آب‌شوران واقع شده است.